# Flying Padre
Flying Padre è un film del 1951 scritto e diretto da Stanley Kubrick. Dopo che Kubrick vendette il suo primo cortometraggio, l'autofinanziato Day of the Fight, alla RKO Radio Pictures nel 1951, la società assunse il regista 23enne per realizzare un cortometraggio documentario per la serie RKO-Pathe Screenliner specializzata in brevi documentari di interesse umano. Inizialmente il regista voleva intitolare il film Sky Pilot, ma allo studio non piacque. Il film fu distribuito il 23 marzo 1951.
Kubrick giudicò il corto "una sciocchezza", ma affermò che fu dopo averlo prodotto che decise di abbandonare formalmente il suo impiego presso la rivista Look per dedicarsi unicamente al cinema.

## Trama
Il reverendo Fred Stadtmueller, un sacerdote cattolico del Nuovo Messico rurale, è conosciuto dai suoi parrocchiani come il "Padre volante", poiché la sua parrocchia di 4.000 miglia quadrate è così grande che usa un aereo Piper Cub (chiamato Spirit of St. Joseph) per viaggiare da un insediamento isolato all'altro.
Il film mostra due giorni nella sua vita quotidiana, mentre fornisce guida spirituale, dice una messa funebre e fa colazione in canonica. I suoi giorni includono un funerale per un vaccaro e la consulenza per due giovani parrocchiani che hanno litigato. Nel finale, il "Padre volante" opera anche come un elisoccorso improvvisato trasportando in ospedale un bambino malato e sua madre.